# Livipurpurata dentiexserta
Livipurpurata dentiexserta là một loài tò vò trong họ Ichneumonidae.